# Siriano de Alexandria
Siriano (em grego: Συριανός; romaniz.: Sirianos; morto em c. 437) foi um filósofo neoplatonista grego e escolarca da Academia Platônica em Atenas, sucedendo seu professor Plutarco de Atenas em 432/437. Sua importância se deve ao fato de ter sido o professor de Proclo, Isidoro, Hérmias de Alexandria e Domino,  além de ser um comentarista de Platão, Aristóteles, Homero e Hermógenes de Tarso.

## Vida e início
Siriano era natural da Alexandria, filho de Filoxeno, sabemos pouco de sua história pessoal, apenas que ele veio para Atenas e estudou com grande zelo com Plutarco de Atenas, o diretor da escola neoplatônica, que o considerava com grande admiração e afeto, o nomeando então como seu sucessor. Siriano foi então o professor de Proclo e Hérmias. Proclo o considerava com grande veneração e deu indicações de que em sua morte, queria ser sepultado junto ao seu professor.

## Obras
Pouco restou dos trabalhos de Siriano, esse trabalhos inclui:
- Comentários em Metafísica em III-IV, XIII-XIV e partes de VII foram preservados.[5][nota 1] Nestes comentários ele expressa sua admiração pela lógica, ética e física de Aristóteles, no entanto ele não concorda com as críticas que foram feitas á metafísica de Pitágoras e Platão que constituem a maior parte de seus comentários. Siriano argumenta que ele precisava prover orientações para que leitores inocentes não fossem conduzidos ao erro.[nota 2]
- Comentários sobre duas obras retóricas Sobre o êxtase e Sobre as ideias de Hermógenes de Tarso, considerado um intelectual em seu tempo.[2]
- Palestras sobre  o Fedro de Platão, conservados por Hermias.

## Filosofia
A importância filosófica Siriano encontra-se no campo da metafísica e da exegese de Platão. Ele é importante na expansão dos detalhes do sistema metafísico neoplatônico iniciada por Jâmblico e mais completamente delineado por Proclo.
Os restos mais valiosos que possuímos são os comentários sobre a Metafísica de Aristóteles. Ao explicar as proposições de Aristóteles, ele anexa as opiniões defendidas pela escola Neoplatonista sobre o assunto em mãos e se esforça para estabelecer o último contra o primeiro. Em seu comentário da Metafísica Siriano explica sua visão de Mónade e Díada em várias passagens. O Um é imediatamente seguida por um mônade e uma díade supremos. Siriano descreve o mônade como masculino e a díade como feminino, empregando a doutrina dos dois princípios cósmicos para explicar a origem do mal. Ele nega as formas platônicas de coisas que são más, para ela a díade é indiretamente responsável pelo mal e atribui a existência do mal à alteridade e pluralidade, da qual ele acredita ser a díade diretamente responsável por sua criação.
Ainda de acordo com Siriano, a indefinida díade preenche cada nível da realidade (divina, inteligível, psíquica, natural e sensível) com números próprios, articulando o conceito de Díade Indefinida como o princípio originativo primário dos números que governam cada nível de realidade.